# Gare de Mojikō
La gare de Mojikō (門司港駅, Mojikō-eki) est une gare terminus de la ville de Kitakyūshū, dans la préfecture de Fukuoka, au Japon. Elle est gérée par la compagnie JR Kyushu.

## Situation ferroviaire
La gare de Mojikō marque le début de la ligne principale Kagoshima qui traverse toute l'île.

## Histoire
Inaugurée le 1er avril 1891, elle est la plus ancienne gare du Kyūshū. La gare était florissante au début du XXe siècle quand elle était la « porte d'entrée du Kyūshū », mais a beaucoup perdu en importance depuis la construction du pont Kanmon et du tunnel Kanmon entre Honshū et Kyūshū. 
Le bâtiment actuel, de style néorenaissance, date de 1914. Il est classé aux « biens culturels importants » du Japon.
Depuis le 14 novembre 1993, la gare de Mojikō est jumelée avec la gare de Flinders street à Melbourne en Australie.
Le 10 mars 2019, le bâtiment voyageurs rouvre après plusieurs années de travaux qui lui ont redonné son aspect de 1914.

## Services aux voyageurs

### Accès et accueil
La gare dispose d'un bâtiment voyageurs, avec guichet, ouvert tous les jours.

### Desserte
- Ligne principale Kagoshima :
  - voies 1, 2, 4 et 5 : direction Moji, Kokura, Hakata et Nakatsu

## Photos

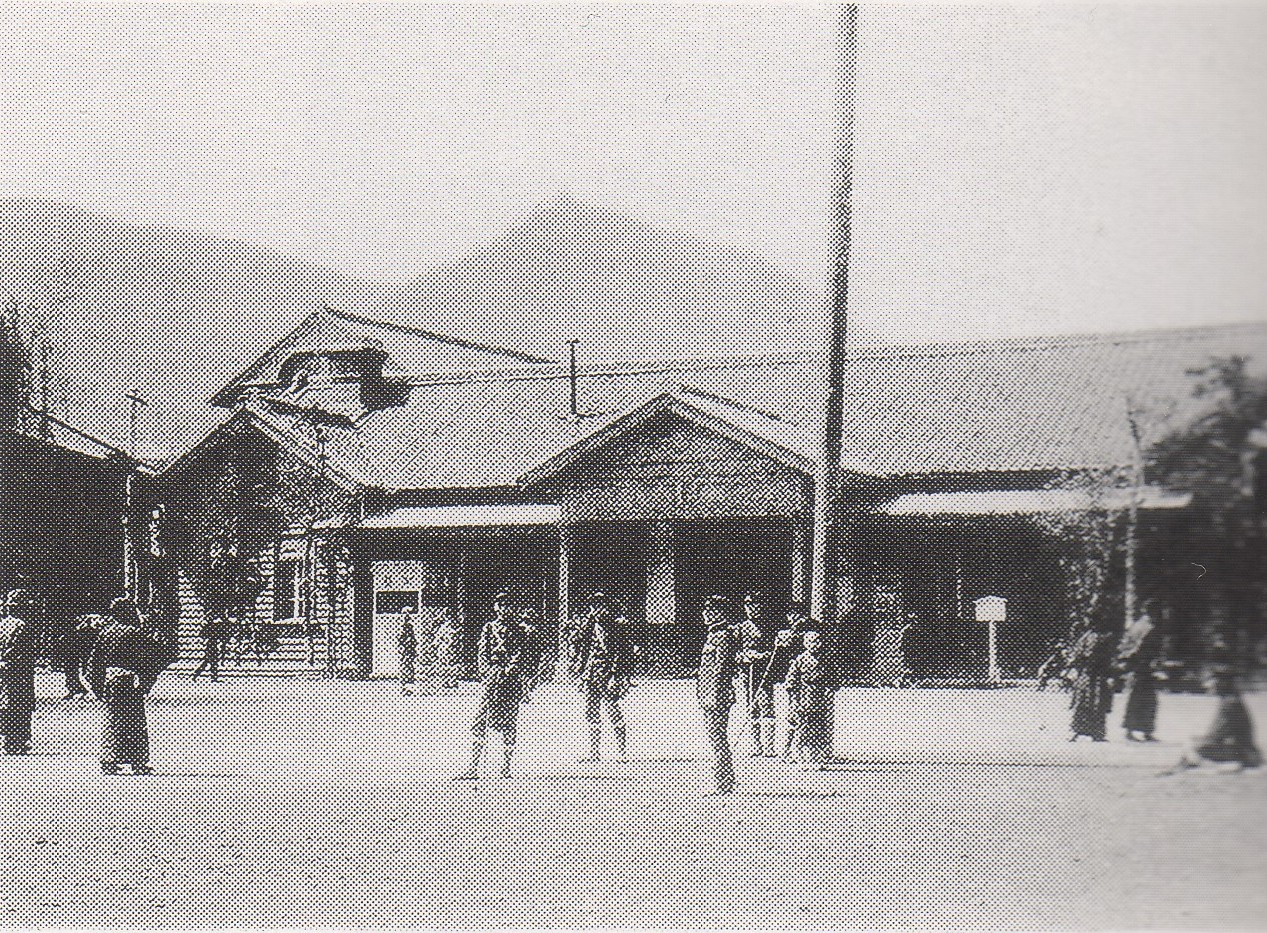
La gare en 1891
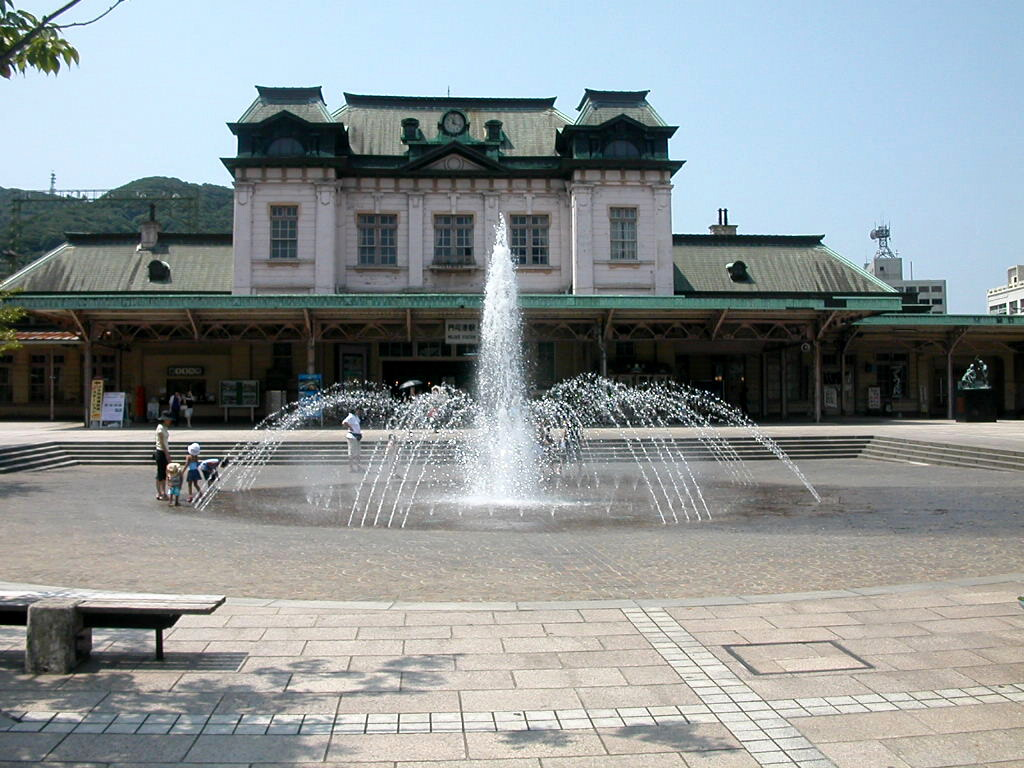
La gare en 2004
Le bâtiment voyageurs en bois
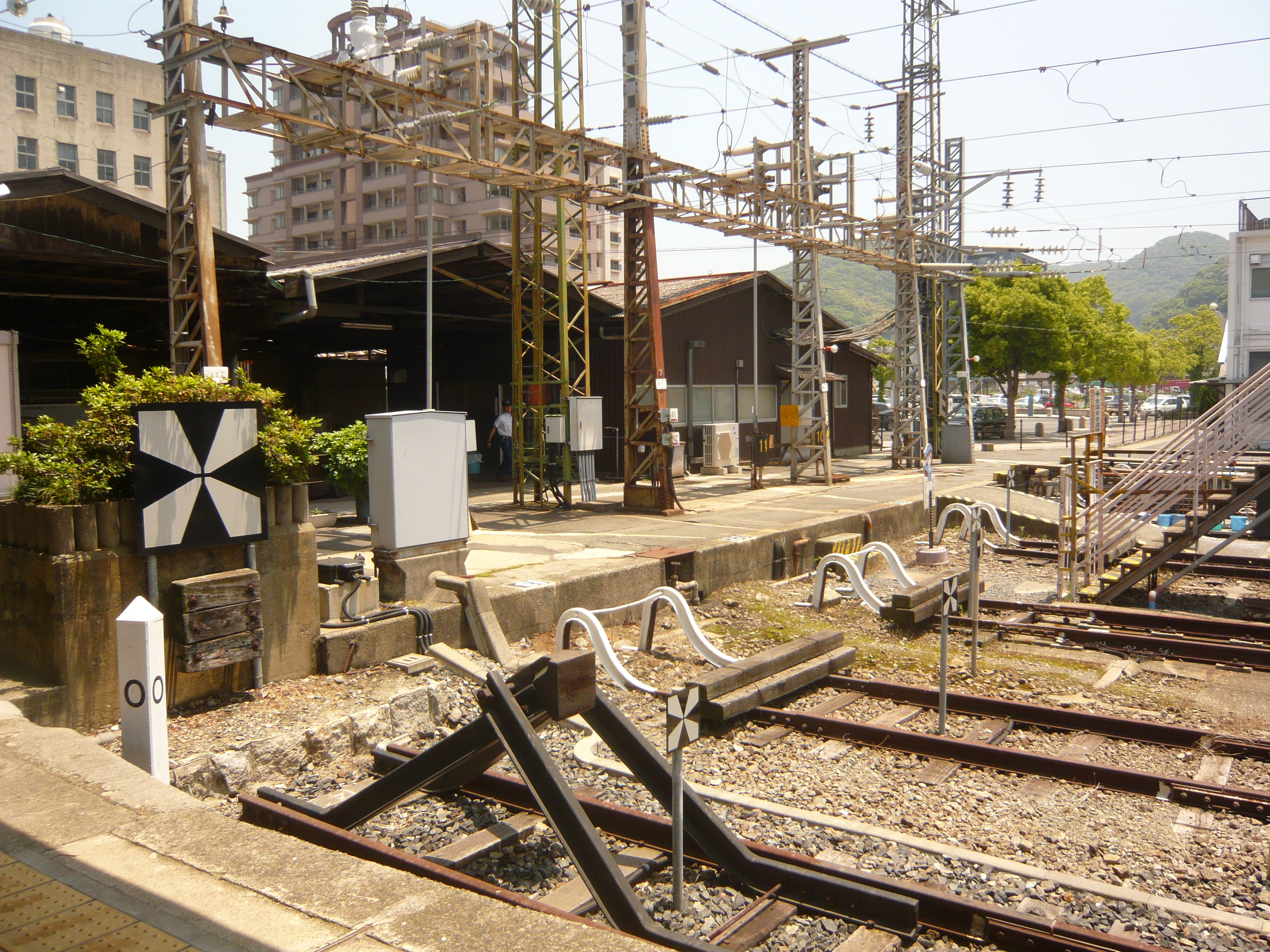
Le kilomètre zéro
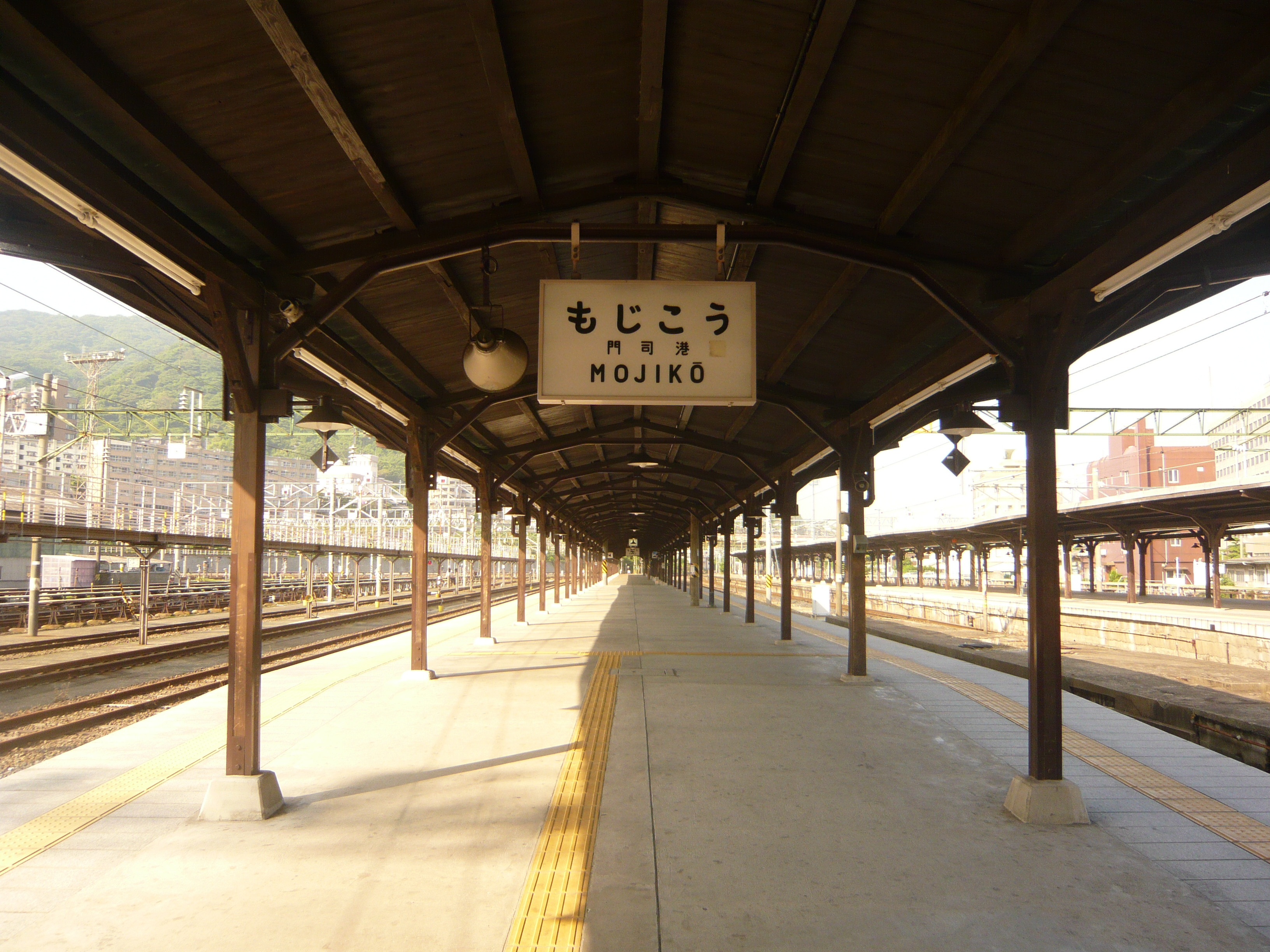
Les quais de la gare
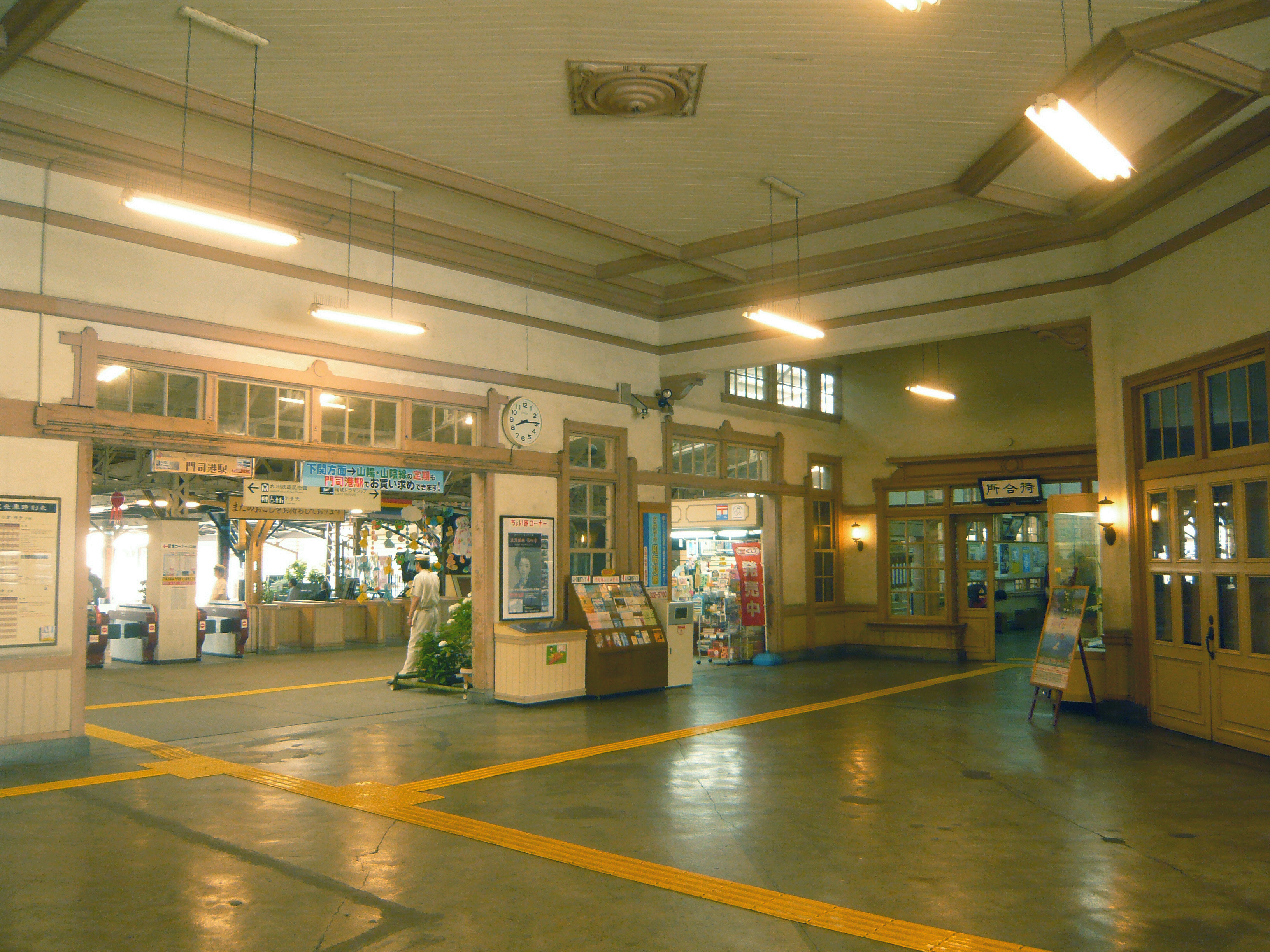
Un hall de la gare

## A proximité
- Kyushu Railway History Museum